# Jeruzsálem villamosvonal-hálózata
Jeruzsálem villamosvonal-hálózata (héberül: הרכבת הקלה בירושלים, Ha-Rakevet ha-Kala bi-Yerushalayim, angolul: Jerusalem Light Rail) a Jeruzsálem közösségi közlekedési rendszerének gerincét alkotó villamosüzem, mely az első és jelenleg az egyetlen Izraelben. Jelenleg is üzemelő első vonalát, az 1-es (piros) vonalat 2011. augusztus 19-én adták át, az eredeti határidőhöz képest több éves késéssel.
A hálózat hossza 13,28 km, megállóinak száma 23. A járatok csúcsidőben 4,5, napközben 8, peremidőszakokban pedig 12 percenként követik egymást. Naponta mintegy 145 000 utast szállít.

## Története

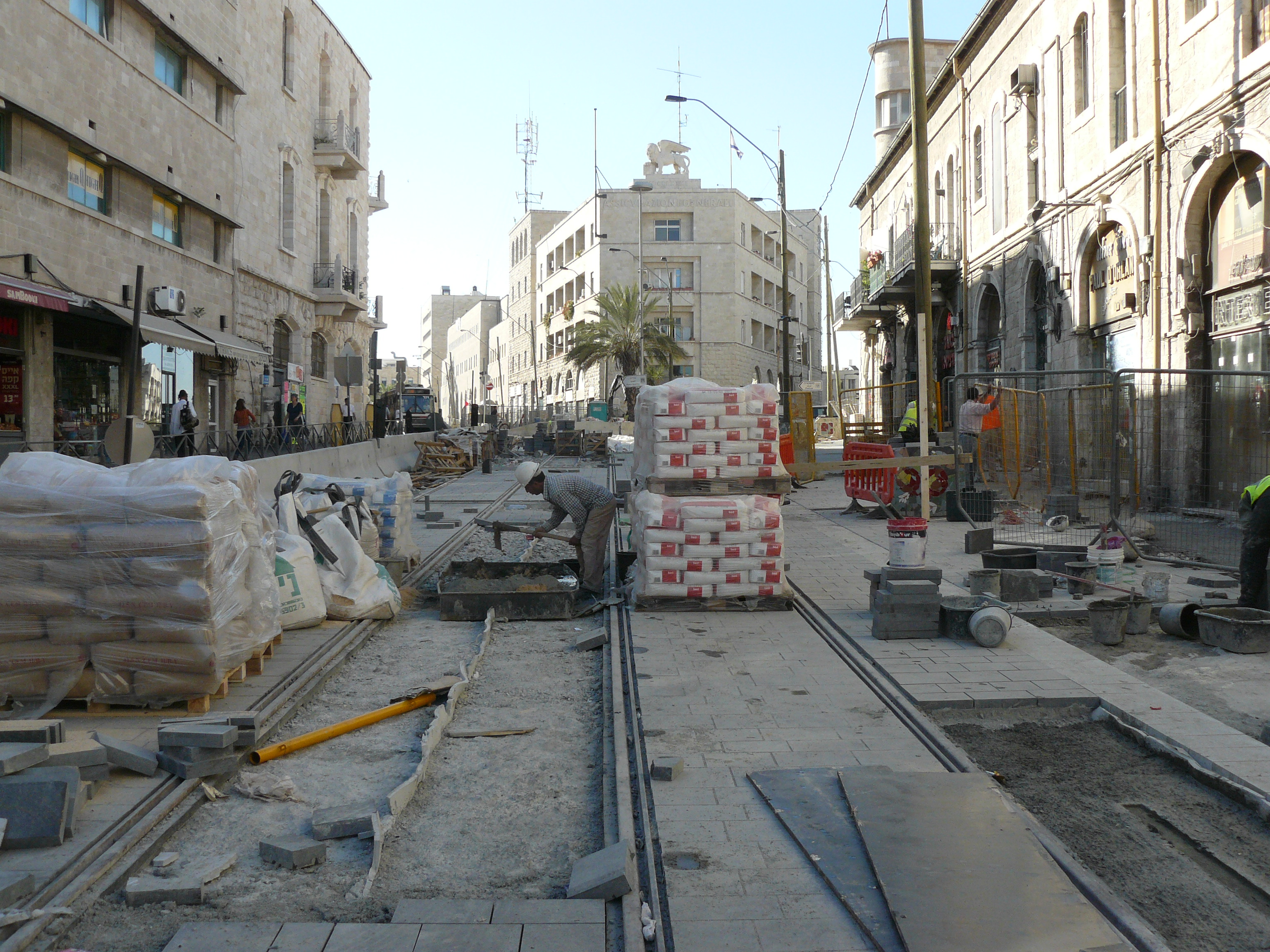
A villamosvonal építése a belvárosban

Jeruzsálem vezető helyen áll Izraelben a közösségi közlekedés használatát tekintve. Ennek ellenére a szűk utcákat terhelő erős gépjárműforgalom megnehezítette a belváros elérését, és forgalmi torlódásokat, zaj- és légszennyezést okozott. Mindezek miatt döntött úgy az állam, hogy tendert ír ki egy villamosvonal megépítésére, mely egy több vonalból álló hálózat első eleme.
A tervezés, építés, valamint 30 évig történő karbantartás és üzemeltetés jogát a CityPass – Jerusalem Light Rail Group nyerte el, melynek tagjai az Ashtrom, az Ashtrom Properties, a Harel és az Israel Infrastructure Fund. Az eredeti tervek szerint három éves építési időszak után 2006-ban indult volna meg a szolgáltatás, ennek megfelelően a koncesszió 2036-ig tart, amikor minden eszköz köztulajdonba kerül.
Az építkezés 2006 áprilisában kezdődött meg. Mivel a vonal az 1967-es hatnapos háború során megszállt (korábban Jordánia által ellenőrzött) Kelet-Jeruzsálem területét is érinti és az ott épült izraeli telepeket is kiszolgálja, a projektben részt vevő Alstom és Veolia kritikával és jogi eljárásokkal szembesült. Viták voltak a munkaterületek átvételéhez szükséges engedélyek körül is, ezért a konzorcium 2008 februárjában 100 millió sékel kárpótlást kapott az államtól.
Az első kísérleti járat 2010. február 24-én indult meg. A szakaszt még 2010-ben átadták volna, de az építési munkálatok elhúzódtak. Még az átadás után is technikai problémák merültek fel a vezérlőrendszerekben, ezért a nyilvános ünnepség elmaradt. Az utasforgalmi próbaüzem 2011. augusztus 19-én indult, a teljes körű átadásra ugyanazon év decemberében került sor.

## Hálózat

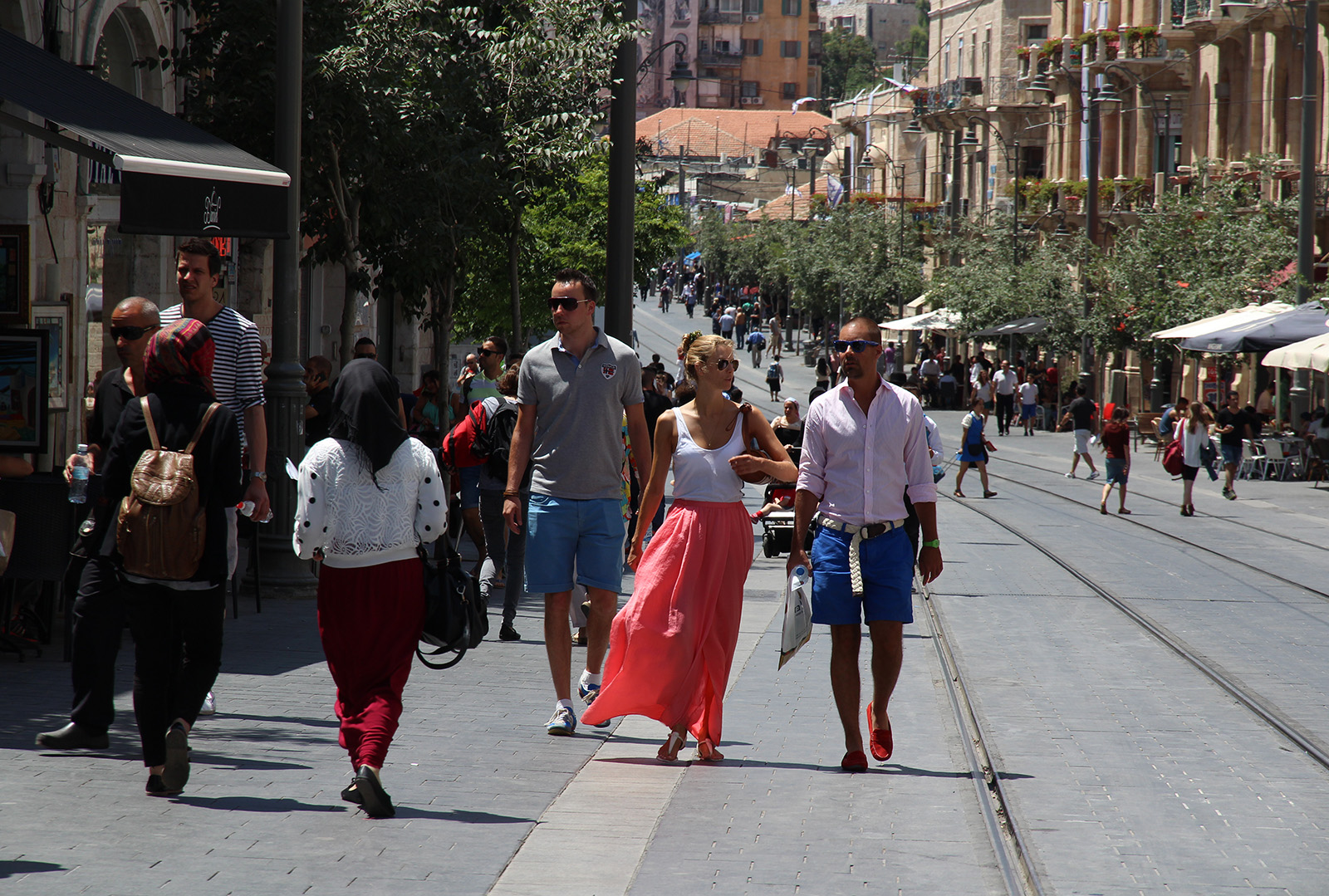
A villamos és gyalogosok számára átépített Jaffai út

### 1-es (piros) vonal
A hálózat jelenleg is üzemelő első vonalát, az 1-es (piros) vonalat 2011. augusztus 19-én adták át. A délnyugati Herzl-hegyet az északi Heil Ha-Avirral összekötő 13,28 km hosszú vonalon 23 megálló található. A vonal a Santiago Calatrava tervezte Húrok hídján is átvezet, melyet a villamos számára építettek.
Ez volt Izrael első közösségi közlekedési rendszere, amely a jelzőlámpáknál elsőbbséget kap. A vonal teljesen akadálymentes. A megállóhelyeken és a járműveken elhelyezett elektronikus utastájékoztató kijelzők valós idejű információt nyújtanak az utasoknak. A vonalra számos autóbuszjárat hord rá, és három P + R parkolót is kialakítottak, összesen mintegy 1400 férőhellyel.
A vonal átadása jelentősen csökkentette a gépjárműforgalmat a város útjain. A korábban jelentős forgalomtól terhelt Jaffai út teljesen átalakult: ma csak a villamos és gyalogosok közlekedhetnek rajta, így élettel teli belvárosi utcává vált, míg a légszennyezettség szintje 70%-kal csökkent. A zajterhelés is jelentősen mérséklődött a vonal mentén.
Az építésre és üzemeltetésre vonatkozó koncessziós szerződés ugyanakkor nem váltotta be a reményeket: az üzemeltető CityPass a saját érdekeit követve nem bővítette a járműállományt, így a csúcsidőszakokban szélsőséges zsúfoltság alakul ki, emellett a kevéssé utasbarát hozzáállására is sok panasz érkezett. A vonalhosszabbításokról szóló tárgyalások is eredménytelenek maradtak. Ennek következtében a későbbi vonalakra vonatkozó tendereket lényegesen szigorúbb feltételekkel írták ki, és végül a CityPass nem csak ezeken nem indult, de 2019-ben úgy döntött, hogy teljesen kivonul Jeruzsálemből.

### Tervezett vonalak
2015-ben jelentették be a 2-es (zöld) vonal megépítését, mely Gilo és a Jeruzsálemi Héber Egyetem Scopus-hegyi kampusza között vezet majd. Délen, Talpiotban a tervek szerint több irányba elágazik majd. A 3-es (kék) vonal tervét 2016-ban hagyták jóvá. 2018. januári tervek szerint a hálózatot fokozatosan bővítik:
- 2018 januárjában folyamatban volt a piros vonal meghosszabbítása északon Neve Ya'akovig,(wd) délen pedig Ein Kerem felé, a Hadassah kórházig.(wd) Az építkezés akkor már elkezdődött, az átadást 2022-re tervezték;
- a központi autóbusz-állomás és a Malha(wd) sportközpont közötti vonalszakasz (a zöld vonal déli, délnyugati része) építésének megkezdését 2018 áprilisára, átadását 2024-re tervezték;
- a Scopus-hegy és Gilo városrész közötti vonal (a zöld vonal északi része és másik déli ága) 2018. februári munkakezdés mellett szintén 2024-re készülhet el.

Ha mindezek elkészülnek, a 27 km-nyi pályahálózat behálózza Jeruzsálemet: a város lakosainak fele 5 percen belül eléri gyalog az egyik megállót. 5 perces járatkövetés mellett napi 400 000 utast vártak.
A zöld vonal alapkövét ezzel szemben 2018 májusában letették, az építkezés elkezdődött. A tervezett, 102 jármű befogadására alkalmas malhai kocsiszín 2020 júliusában kapta meg az építési engedélyt.
A Gilo és Ramot között tervezett 20 km-es kék vonal egy 1 km-es szakasza jelentős civil ellenállást váltott ki. Az eredeti tervek szerint a régi Jaffa–Jeruzsálem-vasútvonal felhagyott szakaszának helyén vezetett volna, de ott időközben egy helyi civil projekt eredményeképpen létrejött a népszerű Mesila park, ezért a tervezett nyomvonalat áthelyezték a Német kolónia egyik utcájába, az Emek Refaimra. Az új nyomvonal is tiltakozást váltott ki az érintettekből, így mindkét terület lakossága megfellebbezte a terveket.
A hálózat bővítésére és üzemeltetésére új tendert írtak ki: a nyolc érdeklődő konzorcium 2018 végén adhatta be végleges ajánlatát. A 2019 augusztusában kihirdetett eredmény szerint a CAF és a Shapir alkotta TransJerusalem J-Net konzorcium nyerte el a jogot a zöld vonal megépítésére, a piros vonal meghosszabbítására (mindkettőt 2025-ös határidővel), valamint a vonalak 25 évig tartó fenntartására és 15 évig tartó üzemeltetésére (melyek meghosszabbíthatók). A hálózatra 116 db új CAF Urbos villamost szállítanak, és a meglévő Alstom járműveket is felújítják. 2020 februárjában az izraeli kormány megállapodott a CityPass konzorciummal a piros vonalra vonatkozó koncesszió visszavásárlásáról (beleértve a vonalat, a járműveket, a járműtelepet és a felügyeleti központot), hogy átadhassa azokat az új ütemeltetőnek.

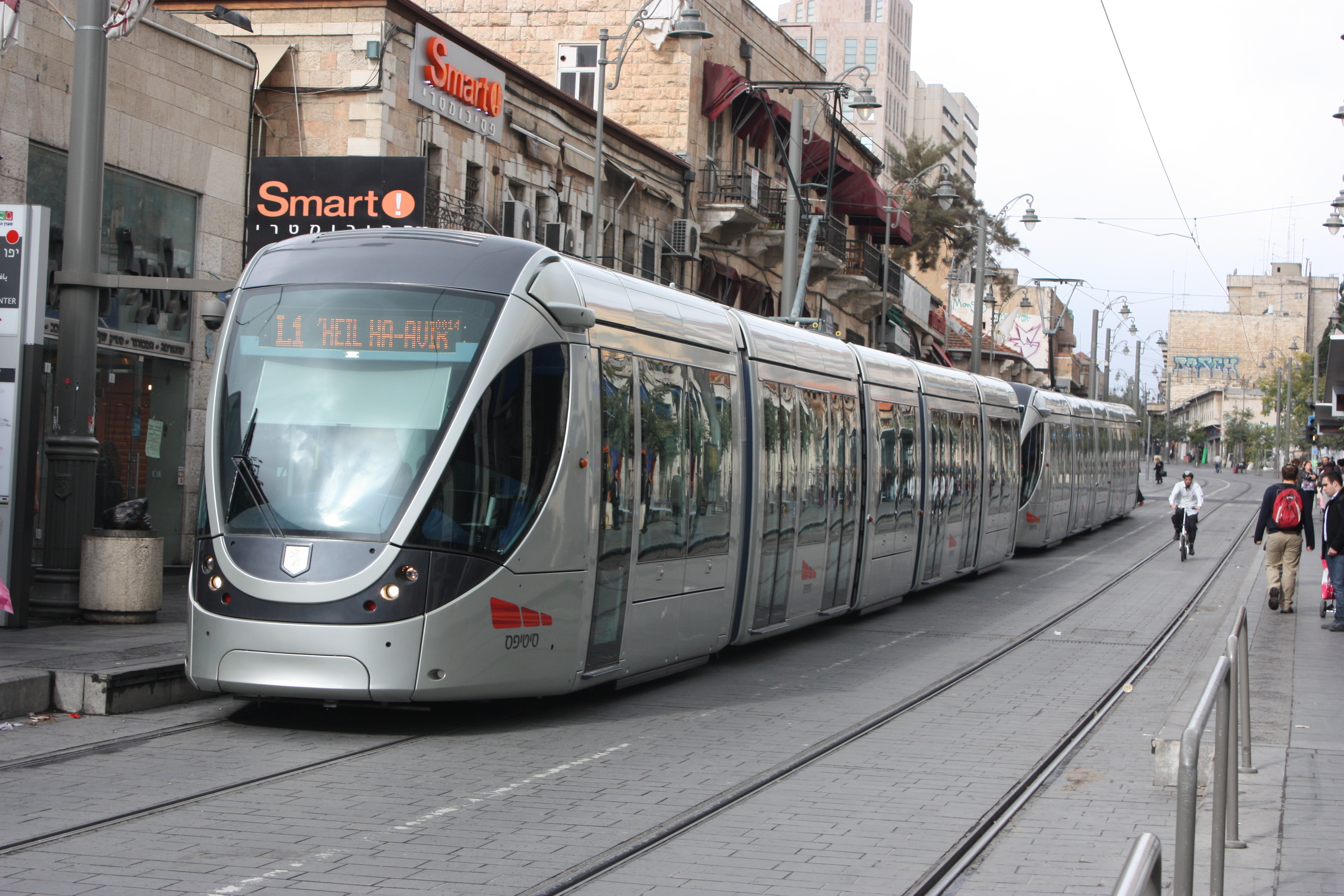
Alstom Citadis 302 típusú villamos Jeruzsálemben

## Járművek
A hálózaton 23 darab, egyenként két Alstom Citadis 302 típusú járműből álló szerelvény közlekedik, melyek az Alstom La Rochelle-i üzemében készültek. A járművek egyenként 32,52 m hosszúak és 2,65 m szélesek. Belső kialakításukat rövid városi utazásokra optimalizálták: 112 fix és 16 lehajtható ülés mellett elsősorban állóhelyeket alakítottak ki, így nagyobb kapacitást biztosítva.

## Kocsiszínek

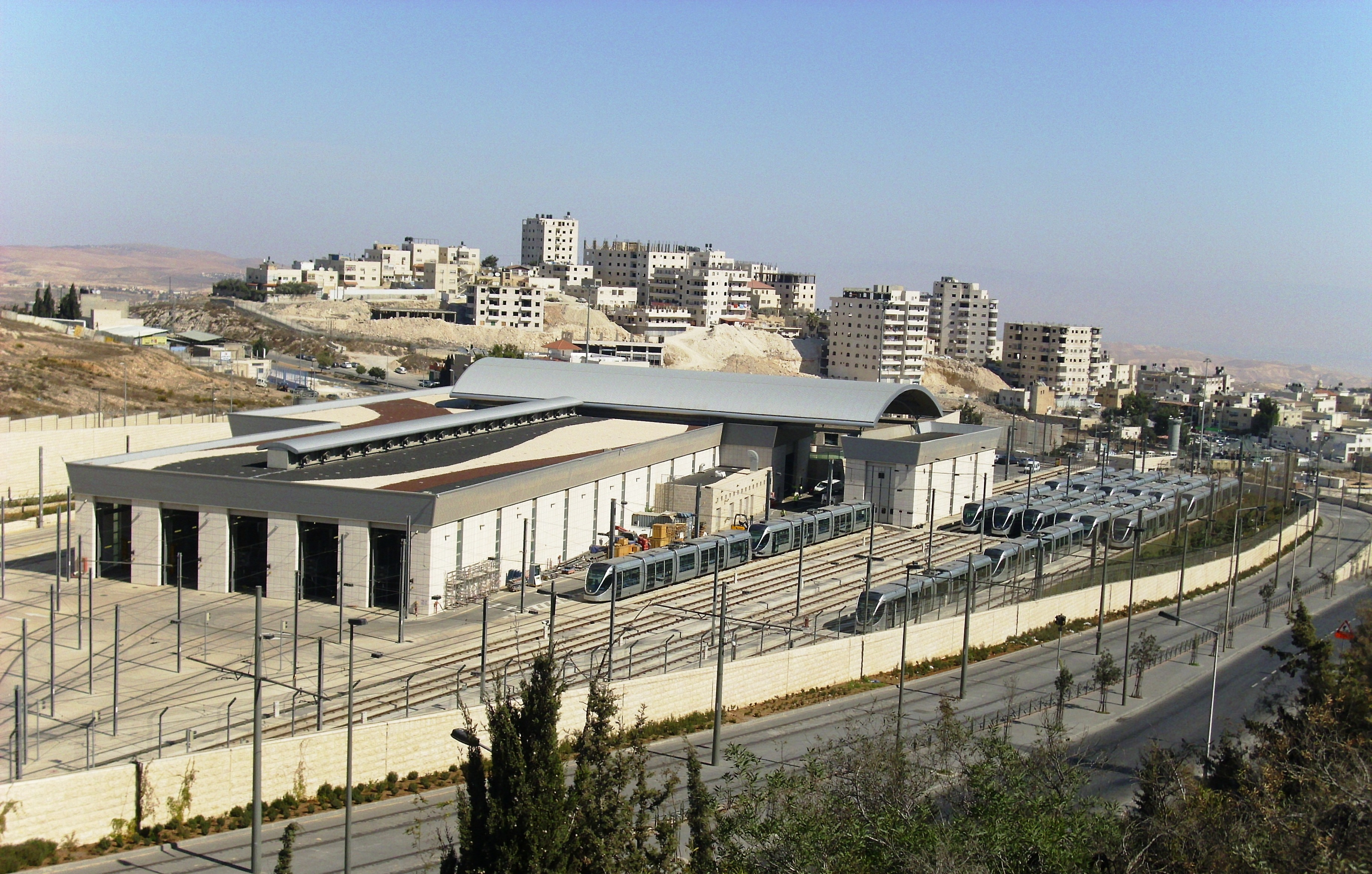
A jeruzsálemi villamoskocsiszín

A teljes járműállomány tárolását és karbantartását a Giv'at Shapira (más néven Franciahegy) városrész mellett található, 4 hektáros területen elterülő kocsiszín biztosítja. Az Alstom más rendszereihez hasonlóan a felügyeleti központ itt is a járműtelep részét képezi; innen felügyelik a vonalat és a járműveket.